# Алфа БК универзитет
Алфа БК универзитет је приватни универзитет у Београду. Основан је 1993. године. Основао га је Богољуб Карић. Састоји се од шест факултета, односно 28 студијских програма на свим нивоима студија.

## Организација
Универзитет обухвата шест факултета:
- Факултет за финансије, банкарство и ревизију
- Факултет за менаџмент у спорту
- Факултет за стране језике
- Факултет информационих технологија
- Факултет за математику и рачунарске науке
- Академија уметности